# NEOS (partito politico)
NEOS - La Nuova Austria e Forum Liberale (in tedesco Neos – Das Neue Österreich und Liberales Forum) è un partito politico austriaco di orientamento liberale.

## Storia
Il partito è nato nel 2012 come NEOS - La Nuova Austria.
Nelle elezioni parlamentari del 2013 ha ottenuto il 5% dei voti e 9 deputati, in lista congiunta con Forum Liberale e l'ala giovanile JUNOS.
Il 25 gennaio 2014 NEOS si è ufficialmente fuso con Forum Liberale mutando il nome in NEOS - La Nuova Austria e Forum Liberale.
Dal 2 maggio 2014 è membro ufficiale dell'ALDE. Alle elezioni europee austriache del 25 maggio 2014 ottiene 229.781 voti e l'8.14%, eleggendo un europarlamentare. Riesce a entrare nel parlamento europeo anche nelle successive elezioni europee del 2019, ottenendo 319.024 voti e l'8,44%.
Alle parlamentari dello stesso anno, NEOS ottiene 387.124 (8,1%), aumentando i consensi del 2,8% rispetto al 2017.
In seguito al buon risultato ottenuto alle elezioni parlamentari del 2024 ed al difficile contesto politico, entra a far parte per la prima volta di un governo federale aderendo alla Grande coalizione a supporto del Governo Stocker.

## Programma
Il manifesto del partito, scaricabile qui in tedesco, si concentra su quattro punti: sostenibilità (ambientalismo liberale e di libero mercato, riforma pensionistica e Stato di diritto), apertura (immigrazione regolamentata, trasparenza della Corte dei conti, protezione dei diritti alla privacy), semplificazione (tassazione piatta e ridotta, riduzione di spese e procedimenti burocratici per "chi crea posti di lavoro", eliminazione delle strutture pubbliche inefficienti) e istruzione.
Sul sito di NEOS è anche presente il programma completo e i "piani per una nuova Austria".

## Risultati elettorali

### Nazionali
| Elezione          | Voti    | %    | Seggi    | Posizione   |
| ----------------- | ------- | ---- | -------- | ----------- |
| Parlamentari 2013 | 229.692 | 4,96 | 9 / 183  | Opposizione |
| Parlamentari 2017 | 268 518 | 5,30 | 10 / 183 | Opposizione |
| Parlamentari 2019 | 387.124 | 8,10 | 15 / 183 | Opposizione |
| Parlamentari 2024 | 442.544 | 9,11 | 18 / 183 | Maggioranza |

### Elezioni Europee
| Elezione     | Voti    | %     | Seggi  |
| ------------ | ------- | ----- | ------ |
| Europee 2014 | 229.781 | 8,14  | 1 / 18 |
| Europee 2019 | 319.024 | 8,10  | 1 / 18 |
| Europee 2024 | 357.214 | 10,14 | 2 / 20 |

### Parlamenti statali
| Stato         | Anno elezione | Seggi   | Governo            |
| Burgenland    | 2020          | 0 / 36  | Extra-parlamentare |
| Carinzia      | 2018          | 0 / 36  | Extra-parlamentare |
| Bassa Austria | 2023          | 3 / 56  | Opposizione        |
| Salisburghese | 2023          | 0 / 36  | Extra-parlamentare |
| Stiria        | 2019          | 2 / 48  | Opposizione        |
| Tirolo        | 2022          | 2 / 36  | Opposizione        |
| Alta Austria  | 2021          | 2 / 56  | Opposizione        |
| Vienna        | 2020          | 8 / 100 | Maggioranza        |
| Vorarlberg    | 2019          | 3 / 36  | Opposizione        |